# Carluke
Carluke ist eine schottische Stadt, die den Status einer Community Council Area hat. Sie liegt zwischen Lanark und Wishaw in der Region South Lanarkshire und hat 13.579 Einwohner. Aufgrund einer direkten Zugverbindung nach Glasgow entwickelte sich die Stadt in den letzten Jahrzehnten zu einer Pendlerstadt.
Carluke verfügt im Stadtzentrum über einige kleine Geschäfte und Supermärkte. Das Haupteinkaufszentrum, die Carluke High Street, wurde wieder zur Einbahnstraße zurückgebaut, nachdem sie viele Jahre lang eine Fußgängerzone gewesen war.
Die Stadt ist Geburtsort von drei Trägern des Victoria-Kreuzes (William Angus, Thomas Caldwell und Donald Cameron) und von General William Roy. Carluke ist des Weiteren bekannt als Heimat der Scott’s jam, der Marmeladenfabrik Renshaw Scott, die größter örtlicher Arbeitgeber ist.
Die Stadt hat fünf Grundschulen: Carluke Primary, High Mill Primary, Kirkton Primary, Crawfordyke Primary and St Athanasius Primary. Die weiterführende Carluke High School wurde auf dem bisherigen Standort neu aufgebaut und 2007 wiedereröffnet.

## Nachbarorte
- Braidwood
- Law Village

## Persönlichkeiten
- Joe Jordan (* 1951), Fußball-Nationalspieler und Trainer